# Estadio Hugo Sotil (Parcona)
El Estadio Hugo Sotil es un estadio de fútbol ubicado en el distrito de Parcona, Ica, Perú. Inaugurado en 2013, es utilizado principalmente en la Copa Perú.

## Descripción
El estadio, que recibió su nombre en honor al histórico futbolista peruano Hugo Sotil, se ubica en la intersección de la avenida Raúl Porras Barrenechea y la calle Manco Cápac, en el distrito de Parcona, en Ica. Este recinto deportivo cuenta con dos tribunas, ubicadas en los sectores occidente y oriente, que le permiten albergar hasta 5000 espectadores. Desde su apertura en 2013, ha sido sede de la Liga Distrital de Parcona y la Liga Provincial de Ica, torneos que forman parte de la estructura de la Copa Perú.